# ویویکا ای فاکس
ویویکا آنجنتا فاکس (انگلیسی: Vivica Anjanetta Fox زاده ۳۰ ژوئیه ۱۹۶۴) بازیگر آمریکایی است.

## گزیده فیلم‌شناسی
فهرست برخی از فیلم‌هایی که ویویکا ای فاکس در آن‌ها به ایفای نقش پرداخته است:
- نوامبر سیاه
- بیل را بکش بخش ۱
- بیل را بکش بخش ۲
- جوانا من
- طلسم الا
- یک تعویض مقدس
- دست‌های بیکار
- آموزش خانم تینگل
- سربازان حرفه‌ای
- چرا احمق‌ها عاشق می‌شوند